# Suzana Amaral
Suzana Amaral (São Paulo, Brasil, 28 de mayo de 1932-Ibídem, 25 de junio de 2020) fue una directora y guionista brasileña.

## Biografía
Nació el 28 de mayo de 1932 en São Paulo (Brasil) y se casó a los veinte años de edad con un médico, tuvo ocho hijos. En 1968 comenzó a estudiar cine en la Escuela de Comunicaciones y Artes de la universidad de dicha ciudad, diplomándose tres años después y divorciándose ese mismo año de su marido. Antes de ello había nacido el noveno hijo de la pareja. 
Durante los primeros años de la década de 1970 realizó varios cortometrajes y documentales, y a partir de 1974 trabajó como directora y productora para TV Cultura. Dos años después recibió una beca para estudiar en la Universidad de Nueva York, donde realizó un curso sobre dirección de televisión y compartió clase con el director y guionista estadounidense Jim Jarmusch. Acudió además al Actors Studio, donde realizó otro curso y esta vez sobre interpretación. Tras finalizar sus estudios regresó a Brasil y volvió a trabajar en la televisión.
En 1982 se hizo con los derechos de la novela La hora de la estrella, de la recientemente fallecida Clarice Lispector, y tres años después debutó en el cine al escribir y dirigir su adaptación. Con ella se produjo el debut de la actriz Marcelia Cartaxo, quien interpretó el papel protagonista y ganó el Oso de Plata a lamejor interpretación femenina en el Festival Internacional de Cine de Berlín; la película recibió también una nominación al Oso de Oro y ganó el premio de la Confederación Internacional de Cine de Arte y Ensayo (CICAE) y el OCIC en esa misma edición del festival, además de otros premios como el Grand Coral del Festival de La Habana y los de mejor dirección y mejor película del Festival de Brasilia.

## Fallecimiento
En 2019 sufrió un derrame cerebral, por lo que su estado de salud era delicado. El  25 de junio de 2020 falleció en el hospital Sirio-Libanés de Sao Paulo. Las causas no han sido difundidas por expreso deseo de la familia.

## Filmografía
- La hora de la estrella (1985)
- Uma Vida em Segredo (2001)
- Hotel Atlântico (2009)